# Nätverket för Psykedelisk Vetenskap

Nätverket för Psykedelisk Vetenskap (NPV) är en ideell förening som verkar för att främja forskningen om psykedeliska substanser i Sverige.
Föreningens drivs av sin övertygelse om potentiella tillämpningar för sådana substanser inom psykologi och medicin och att vidare forskning och utveckling därför är påkallat. Föreningens bas är i Stockholm och har över 900 betalande medlemmar. Föreningens uppstartsmöte ägde rum 21 februari 2016 och grundades formellt månaden därpå. Initialt bestod föreningens medlemmar huvudsakligen av medicin- och psykologistuderade, varav de flesta nu är yrkesverksamma.

## Föreningens verksamhet
Föreningens verksamhetsmål är att informera och sprida kunskap om forskningsfält i förhoppningen att möjliggöra vetenskaplig granskning genom studier, vilket leder till utveckling av nya evidensbaserade metoder.
Föreningen har arrangerat flera arrangemang, av vilka kan nämnas:
- Sveriges första vetenskapliga konferens om psykedelisk forskning, Colloquium on Psychedelic Psychiatry 2018. Ägde rum oktober 2018.
- Filmvisningar
- Gästföreläsningar
- Paneldebatter
- Representation under mässor
- Journal clubs. Under dessa diskuteras vetenskapliga artiklar inom fältet.
- Sociala sammankomster i form av “pubkvällar”.

Föreningen har inrättat ett vetenskapligt råd med yrkesverksamma kliniker för konsultation. Varje år delas ett uppsatspris ut om 5000 kr till bästa studentuppsatsen inom det psykedeliska forskningsfältet. År 2018 delades priset för första gången ut, vilket skedde i samband med Vetenskapsfestivalen.

## Massmediala framträdanden
Föreningen har intervjuats i radio och TV. Utöver detta har flera tidningar rapporterat om organisationen och deras verksamhetsområde, av vilka bland annat kan nämnas tidningen Accent, Modern Psykologi, Alkohol & Narkotika Psykologtidningen vars temanummer ägnades åt vetenskapsområdet, Tidskriften Svensk Psykiatri, och Dagens Medicin.